# 호드 (노르드 신화)

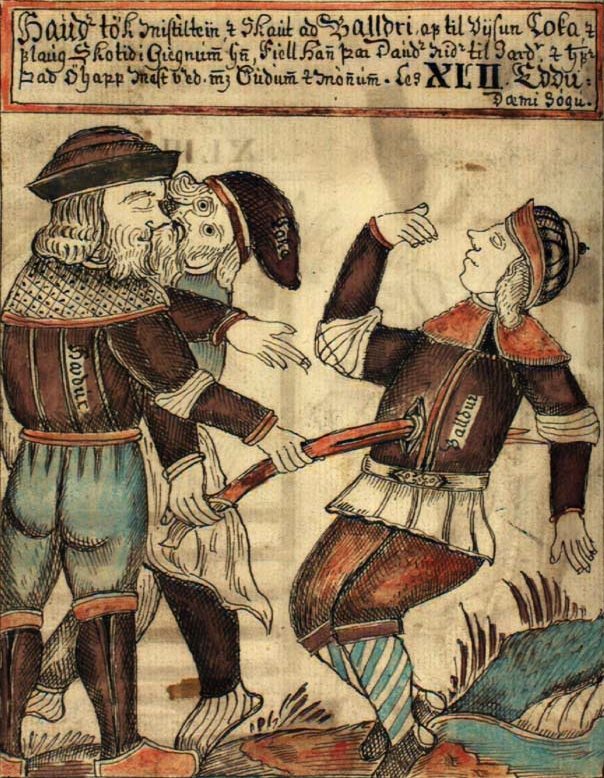
발드르를 죽이는 호드. 눈을 감아 맹인임을 표현했다. 호드의 뒤에는 로키가 있다.

호드(고대 노르드어: Hǫðr [ˈhɔðr]) 또는 회두르(아이슬란드어: Höður [ˈhœðʏr])는 노르드 신화의 신으로, 로키에게 속아 겨우살이 화살을 쏘아서 발드르를 죽였다.
《고 에다》와 《신 에다》에 따르면 발드르의 어머니인 프리그가 세상에 존재하는 모든 것에게 발드르를 해치지 않겠다는 맹세를 받았는데, 겨우살이는 대수롭지 않게 여기고 맹세를 받지 않았다. 그 뒤로 신들은 발드르에게 무기를 집어던지면서 놀곤 했다. 로키는 발드르의 유일한 약점을 알아내고 겨우살이로 투검을 만들었다. 그리고 맹인 호드에게 그것을 건네주어 발드르에게 던지게 했고, 발드르는 죽었다. 이에 오딘은 여성 거인 린드와의 사이에서 발리를 낳았고, 발리는 성인이 되자마자 호드를 죽였다.
덴마크의 삭소 그라마티쿠스의 《데인인의 사적》에는 호드에 대해 전혀 다른 이야기를 하고 있다. 덴마크에서 호드는 회테루스(Høtherus)라 불렸으며 신이 아니라 필멸자 전사였다. 회테루스는 난나와의 결혼을 두고 반신 "발데루스"(Balderus)와 싸웠고, 그 결과 회테루스가 발데루스를 죽였다.
| 전임 흐롤프 크라키 | 제13대 데인인의 왕 | 후임 흐뢰레크 링그슬링게르 |